# Шегеда Галина Іванівна
Галина Іванівна Шегеда (нар. 4 вересня 1938) — українська радянська діячка, голова колгоспу «40-річчя Жовтня» Млинівського району Рівненської області. Депутат Верховної Ради СРСР 11-го скликання.

## Біографія
Народилася в селянській родині. Батько загинув у 1943 році на фронтах німецько-радянської війни.
У 1958 році закінчила Городищенський сільськогосподарський технікум Черкаської області, здобула спеціальність агронома.
У 1958—1961 роках — агроном колгоспу «Україна» Лисянського району Черкаської області. У 1961 році — агроном колгоспу імені Жданова Млинівського району Рівненської області.
У 1961—1981 роках — плановик-економіст, секретар партійного комітету і заступник голови колгоспу «40-річчя Жовтня» села Бокійми Млинівського району Рівненської області.
Член КПРС з 1964 року.
Освіта вища. Закінчила заочно Житомирський сільськогосподарський інститут.
З червня 1981 року — голова колгоспу «40-річчя Жовтня» села Бокійми Млинівського району Рівненської області.
Потім — на пенсії в селі Бокійма Млинівського району Рівненської області.

## Нагороди та відзнаки
- орден Жовтневої Революції
- орден «Знак Пошани»
- медалі